# Ann Marsh
Ann Elizabeth Marsh (Royal Oak, 30 de junio de 1971) es una deportista estadounidense que compitió en esgrima, especialista en la modalidad de florete.
Ganó una medalla de bronce en el Campeonato Mundial de Esgrima de 2001, en la prueba por equipos. Participó en tres Juegos Olímpicos de Verano, ocupando el noveno lugar en Barcelona 1992 (prueba por equipos), el séptimo en Atlanta 1996 (individual) y el cuarto en Sídney 2000 (equipos).

## Palmarés internacional
| Campeonato Mundial | Campeonato Mundial | Campeonato Mundial | Campeonato Mundial  |
| Año                | Lugar              | Medalla            | Prueba              |
| ------------------ | ------------------ | ------------------ | ------------------- |
| 2001               | Nimes (Francia)    | Medalla de bronce  | Florete por equipos |